# Kabinett Chirac I
Das Kabinett Chirac I unter Leitung von Premierminister Jacques Chirac wurde am 28. Mai 1974 von Valéry Giscard d’Estaing, der am 19. Mai 1974 zum Präsidenten gewählt worden war, ernannt. Die Regierungskoalition bestand aus der liberal-konservativen Fédération nationale des républicains et indépendants (FNRI) des Präsidenten Giscard d’Estaing, der gaullistischen Union des démocrates pour la République (UDR), der Chirac angehörte, sowie mehreren kleineren Parteien des bürgerlichen Spektrums. Die Regierung befand sich bis zum 25. August 1976 im Amt.

## Kabinett
Dem Kabinett gehörten folgende Minister an:
| Amt                                        | Name                          | Partei | Beginn der Amtszeit | Ende der Amtszeit |
| ------------------------------------------ | ----------------------------- | ------ | ------------------- | ----------------- |
| Premierminister                            | Jacques Chirac                | UDR    | 27. Mai 1974        | 25. August 1976   |
| Außenminister                              | Jean Sauvagnargues            | –      | 27. Mai 1974        | 25. August 1976   |
| Verteidigungsminister                      | Jacques Soufflet              | UDR    | 27. Mai 1974        | 31. Januar 1975   |
| Verteidigungsminister                      | Yvon Bourges                  | UDR    | 31. Januar 1975     | 25. August 1976   |
| Innenminister                              | Michel Poniatowski            | FNRI   | 27. Mai 1974        | 25. August 1976   |
| Minister für Wirtschaft und Finanzen       | Jean-Pierre Fourcade          | FNRI   | 27. Mai 1974        | 25. August 1976   |
| Industrieminister sowie Forschungsminister | Michel d’Ornano               | FNRI   | 27. Mai 1974        | 25. August 1976   |
| Arbeitsminister                            | Michel Durafour               | CR     | 27. Mai 1974        | 25. August 1976   |
| Justizminister                             | Jean Lecanuet                 | MR-CD  | 27. Mai 1974        | 25. August 1976   |
| Bildungsminister                           | René Haby                     | –      | 27. Mai 1974        | 25. August 1976   |
| Landwirtschaftsminister                    | Christian Bonnet              | FNRI   | 27. Mai 1974        | 25. August 1976   |
| Minister für Lebensqualität                | André Jarrot                  | UDR    | 27. Mai 1974        | 12. Januar 1976   |
| Minister für Lebensqualität                | André Fosset                  | –      | 12. Januar 1976     | 25. August 1976   |
| Minister für Ausrüstung                    | Robert Galley                 | UDR    | 27. Mai 1974        | 25. August 1976   |
| Gesundheitsministerin                      | Simone Veil                   | –      | 27. Mai 1974        | 25. August 1976   |
| Minister für Kooperationen                 | Pierre Abelin                 | MR-CD  | 27. Mai 1974        | 12. Januar 1976   |
| Minister für Kooperationen                 | Jean de Lipkowski             | UDR    | 12. Januar 1976     | 25. August 1976   |
| Minister für Handel und Handwerk           | Vincent Ansquer               | UDR    | 27. Mai 1974        | 25. August 1976   |
| Minister für Reformen                      | Jean-Jacques Servan-Schreiber | Rad    | 27. Mai 1974        | 9. Juni 1974      |
| Außenhandelsminister                       | Norbert Ségard                | UDR    | 31. Januar 1975     | 12. Januar 1976   |
| Außenhandelsminister                       | Raymond Barre                 | –      | 12. Januar 1976     | 25. August 1976   |